# تشاه دشت محمد خان 8 (صحرا بردسكن)
تشاه دشت محمد خان 8 (بالإنجليزية: Chah-e Dasht Mohammad Khan 8)‏ هي مستوطنة تقع في إيران في قسم صحرا الريفي.